# Senyawe
Senyawe è un villaggio del Botswana situato nel distretto Nordorientale, sottodistretto di North East. Il villaggio, secondo il censimento del 2011, conta 1.339 abitanti.

## Località
Nel territorio del villaggio sono presenti le seguenti 3 località:
- Dikete 1 di 10 abitanti,
- Dikete 2 di 1 abitante,
- Mapangane